# Easy Street
Easy Street és una pel·lícula muda escrita i dirigida per Charles Chaplin i interpretada per ell mateix i Edna Purviance entre d'altres. Constitueix la primera pel·lícula en la que Chaplin, a més de fer riure, planteja una crítica a la societat que continuaria amb la següent pel·lícula, "The Immigrant" (1917). Considerada com una de les millors pel·lícules produïdes per Chaplin per a la Mutual Corporation, es va estrenar el 22 de gener de 1917.

## Argument
Chaplin és un rodamon que dorm al carrer quan sent els cants de la Missió d'Esperança, una organització religiosa d'ajuda social. Hi entra per refugiar-se i descobreix Edna i se n'enamora. Tot i que havia robat la col·lecta, en marxar els la torna i decideix reformar-se i buscar una feina. Allà al costat hi ha el “Easy Street” un carrer molt conflictiu, liderat per un pinxo alt i fort i al que tothom tem, en el que la policia es veu incapaç d'imposar la llei i es contínuament apallissada. Quan Chaplin passa per davant de la comissaria veu un cartell que diu que manquen policies i s'ofereix per aquesta feina. Al principi, la policia el vol expulsar i el pega però quan ell s'hi torna descobreixen que si sap picar pot ser un bon policia.
Chaplin és destinat a Easy Street. Allà s'enfronta al pinxo forçut el qual, abans d'apallissar-lo li mostra la seva força doblegant un fanal de gas. Chaplin li introdueix el cap dins el llum i encén el gas deixant-lo inconscient, i avisa els companys que se l'enduen presoner a comissaria. A partir d'aquell moment, tothom tem a Chaplin en aquell carrer. Ell però quan descobreix una mare que ha robat per alimentar els seus fills roba més coses per a ella. Edna apareix en aquell moment i veu amb plaer que el rodamon s'ha fet policia i l'acompanya a repartir el menjar a la mare.
Mentrestant, el pinxo s'ha despertat, ha trencat les manilles, ha atonyinat a tots els policies i torna al carrer. En arribar a casa es baralla amb la seva dona llençant-se tot de coses una de les quals travessa el carrer i arriba on és Chaplin. Aquest, sentint els crits d'auxili de la dona entra a la cambra i hi descobreix el pinxo iniciant-se la seva persecució per part de tots aquells que fins fa un moment el temien. En un cert moment el pinxo acorrala Chaplin en una habitació però el despista baixant per la canalera de l'edifici i tornant a pujar quan l'altre baixa. Des de dalt li llença una estufa de ferro que finalment l'estaborneix. En quedar sense sentit apareix Edna que és raptada per un heroïnòman i quan poc després Chaplin baixa al carrer és capturat per la massa que el porta a la mateixa cambra. Chaplin aconsegueix alliberar Edna i també vèncer els altres malfactors del carrer. Passat un cert temps, Easy Street s'ha convertit en un carrer model, amb la seva missió social que fa d'església i on acudeix a missa tota la gent del carrer, fins i tot el pinxo amb la seva dona. Chaplin espera Edna i tots dos entren també feliços dins de la missió.

## Repartiment
- Charlie Chaplin (rodamon policia)
- Edna Purviance (missionera i organista)
- Eric Campbell (el pinxo)
- Albert Austin (reverend)
- Lloyd Bacon (drogoaddicte)
- Henry Bergman (anarquista)
- Charlotte Mineau (dona que necessita menjar)
- Loyal Underwood (pare de la dona/policia)
- Frank J. Coleman (policia)
- William Gillespie (drogoaddicte)
- James T. Kelley (assistent del centre social)
- John Rand (policia)
- Janet Miller Sully (treballadora del centre social)
- Erich von Stroheim Jr. (nen)
- Leo White (policia, no acreditat)
- Tom Wood (cap de policia)

## Producció
Easy Street va ser la novena pel·lícula feta per Chaplin per a la Mutual Film Corporation (encara en faria tres més) dins del contracte de 670.000 dòlars que la companyia havia establert amb l'artista. Es va filmar a Los Angeles, entre els carrers Methley Street, Plaza i Olvera Street, on ja havia filmat “The Kid”. S'ha postulat que amb Easy Street Chaplin volia representar East Street a Walworth on Chaplin creia haver nascut. En una de les preses en que Chaplin posa fora de combat el pinxo posant-li el cap dins una farola de gas l'actor va prendre mal però no es va queixar ni un sol moment fins que la filmació va haver estat enllestida. L'estrena, es va haver de endarrerir 6 setmanes respecte al planning inicial ja que Chaplin va pactar amb John R. Fleurer, cap de la Mutual, de tenir més temps per a la producció ja que cada nova pel·lícula era més ambiciosa.